# Elaine Thompson-Herah
Elaine Thompson (Manchester, Jamaica, 28 juni 1992) is een Jamaicaanse atlete, die gespecialiseerd is in de sprint. Bij internationale wedstrijden was ze aanvankelijk vooral succesvol op de 4 x 100 m estafette. Ze werd wereldkampioene, Gemebenebestkampioene en Centraal-Amerikaans en Caribisch kampioene in deze discipline. Bij de Olympische Spelen van 2016 beleefde ze haar grote doorbraak door ook op individueel niveau goud te winnen op zowel de 100 als 200 m. Beide titels prolongeerde ze op de Olympische Spelen van Tokio. De titel op de 100 m prolongeerde ze op 31 juli 2021, met een olympisch record: 10,61 s. Op 3 augustus 2021 prolongeerde ze eveneens haar titel op de 200 m met de destijds tweede tijd aller tijden: 21,53. Deze tijd werd verbeterd door landgenote Shericka Jackson op het WK 2022 in Eugene naar 21,45s. Bovendien veroverde zij een derde gouden olympische plak op de 4 x 100 m estafette in de nationale recordtijd van 41,02. Hierdoor groeide zij uit tot de koningin van deze Spelen. Met een nieuw persoonlijk record tijdens de Diamond League in Eugene dat jaar van 10,54s is Thompson de op-1-na snelste vrouw aller tijden, na Florence Griffith-Joyner.  

## Biografie
Thompson groeide op in Banana Ground (Manchester). Achtereenvolgens doorliep ze de Gargolie Primary School, Christiana High School, Manchester High School en ging in 2013 studeren aan de University of Technology (UTech) in Kingston. Onder leiding van haar trainers Paul Francis en Stephen Francis (broers) wist ze haar prestaties sterk te verbeteren. 
Haar eerste succes behaalde ze in 2013 bij de Centraal-Amerikaanse en Caribische kampioenschappen in Morelia. Met haar teamgenotes Nadine Palmer, Aleen Bailey en Sheri-Ann Brooks kwam ze uit op de 4 x 100 m. Met een tijd van 43,58 s bleven ze de teams uit Trinidad en Tobago (zilver; 43,67) en de Bahama's (brons; 43,67) voor.
In 2015 lukte het Thompson om door te dringen tot de wereldtop. Bij de wereldkampioenschappen in Peking kwam ze uit op zowel de 200 m als de 4 x 100 m. Individueel finishte ze in een persoonlijk record van 21,66. Deze tijd werd alleen overtroffen door de Nederlandse Dafne Schippers, die met een Europees en kampioenschapsrecord van 21,63 de wereldtitel pakte. Op de estafette verging het haar beter. Met haar teamgenotes Veronica Campbell-Brown, Natasha Morrison en Shelly-Ann Fraser-Pryce veroverde ze een gouden medaille. Met een kampioenschapsrecord van 41,07 versloegen ze de estafetteploegen uit Verenigde Staten (zilver; 41,68) en Trinidad en Tobago (brons; 42,03).
Het jaar 2016 begon Elaine Thompson voortvarend door een bronzen medaille te winnen op de 60 m bij de wereldindoorkampioenschappen in Portland. Maar outdoor ging het alleen maar beter. Ze won de 100 m tijdens de nationale kampioenschappen in een persoonlijk record van 10,70. Dit was tevens de snelste tijd in de wereld gelopen dat jaar en een evenaring van het nationale record van Fraser-Pryce. Tijdens de Olympische Spelen in Rio liep ze overtuigend in de series en halve finales van de 100 m. Ook in de finale bleek ze oppermachtig en ze won in 10,71, ruim een tiende voor de concurrentie. 
De jaren na de Olympische Spelen van Rio de Janeiro had Thompson weinig mondiaal succes op zowel het WK Atletiek in Londen van 2017 als het WK in Doha 2019 haalde ze geen individuele medaille. Dit kwam mede door het feit dat ze jaren lang leed aan blessures. Op de Olympische Spelen van Tokyo in 2021 prolongeerde ze haar beide titels op de 100 en 200 meter sprint samen met het goud op de 4x100m estafette, wat een verbetering was van het zilver in Rio. Een maand later, bij de Prefontaine Classic in Eugene verbeterde Thompson haar persoonlijk record op de 100 meter voor de tweede keer dit seizoen, met een tijd van 10,54 seconden won ze de race in de op één na snelste tijd ooit gelopen door een vrouw.

## Titels
- Olympisch kampioene 100 m - 2016, 2020
- Olympisch kampioene 200 m - 2016, 2020
- Olympisch kampioene 4 x 100 m - 2020
- Pan-Amerikaanse Spelen kampioene 100 m - 2019
- Jamaicaans kampioene 100 m - 2016, 2017, 2018, 2019
- Jamaicaans kampioene 200 m - 2015, 2019
- Wereldkampioene 4 x 100 m - 2015
- Gemenebestkampioene 4 x 100 m - 2014
- Gemenebestkampioene 100 m, 200 m - 2022
- Centraal-Amerikaans en Caribisch kampioene 4 x 100 m - 2013

## Persoonlijke records
Outdoor
| Onderdeel | Prestatie                  | Datum            | Plaats |
| --------- | -------------------------- | ---------------- | ------ |
| 100 m     | 10,54 s (+0,9 m/s) (NR)    | 21 augustus 2021 | Eugene |
| 200 m     | 21,53 s (+0,8 m/s) (ex-NR) | 3 augustus 2021  | Tokio  |

Indoor
| Onderdeel | Prestatie | Datum         | Plaats   |
| --------- | --------- | ------------- | -------- |
| 60 m      | 7,04 s    | 19 maart 2016 | Portland |

## Palmares

### 60 m
- 2016:  WK indoor - 7,06 s

### 100 m
- 2016:  Jamaicaanse kamp. - 10,70 s (+0,3 m/s)
- 2016:  OS - 10,71 s (+0,5 m/s)
- 2017: 5e WK - 10,98 s
- 2019: 4e WK - 10,93 s
- 2021:  OS – 10,61 s (OR)
- 2022:  WK - 10,81 s

Diamond League-resultaten
- 2021:  Wanda Diamond League - 10,54 s (+0,9 m/s)

### 200 m
- 2015:  WK - 21,66 s
- 2016:  OS - 21,78 s
- 2021:  OS – 21,53 s (NR)
- 2022: 7e WK - 22,39 s

Diamond League-resultaten
- 2017:  Qatar Athletic Super Grand Prix - 22,19 s (-2,3 m/s)
- 2017:  Prefontaine Classic - 21,98 s (+1,5 m/s)
- 2019:  Stockholm Bauhaus Athletics - 22,66 s (+1,3 m/s)

### 4 x 100 m
- 2013:  Centraal-Amerikaanse en Caribische kamp. - 43,58 s
- 2014:  Gemenebestspelen - 41,83 (alleen kwal.)
- 2015:  WK - 41,07 s
- 2015:  Weltklasse Zürich - 41,60 s
- 2016:  OS - 41,36 s
- 2021:  OS - 41,02 s (NR)
- 2022:  WK - 41,18 s

## Onderscheidingen
- IAAF-atlete van het jaar - 2021
- Laureus World Sports Awards - 2022

1928: Betty Robinson ·
1932: Stanisława Walasiewicz ·
1936: Helen Stephens ·
1948: Fanny Blankers-Koen ·
1952: Marjorie Jackson ·
1956: Betty Cuthbert ·
1960: Wilma Rudolph ·
1964: Wyomia Tyus ·
1968: Wyomia Tyus ·
1972: Renate Stecher ·
1976: Annegret Richter ·
1980: Ljoedmila Kondratjeva ·
1984: Evelyn Ashford ·
1988: Florence Griffith-Joyner ·
1992: Gail Devers ·
1996: Gail Devers ·
2000: onbepaald ·
2004: Joelija Nestsjarenka ·
2008: Shelly-Ann Fraser-Pryce ·
2012: Shelly-Ann Fraser-Pryce ·
2016: Elaine Thompson ·
2020: Elaine Thompson-Herah ·
2024: Julien Alfred
1948: Fanny Blankers-Koen ·
1952: Marjorie Jackson ·
1956: Betty Cuthbert ·
1960: Wilma Rudolph ·
1964: Edith McGuire ·
1968: Irena Szewińska ·
1972: Renate Stecher ·
1976: Bärbel Eckert ·
1980: Bärbel Wöckel ·
1984: Valerie Brisco-Hooks ·
1988: Florence Griffith-Joyner ·
1992: Gwen Torrence ·
1996: Marie-José Pérec ·
2000: Pauline Davis-Thompson ·
2004: Veronica Campbell ·
2008: Veronica Campbell ·
2012: Allyson Felix ·
2016: Elaine Thompson ·
2020: Elaine Thompson ·
2024: Gabrielle Thomas
1928: Rosenfeld, Smith, Bell, Cook ·
1932: Carew, Furtsch, Rogers, Von Bremen ·
1936: Bland, Rogers, Robinson, Stephens ·
1948: Stad-de Jong, Witziers-Timmer, van der Kade-Koudijs, Blankers-Koen ·
1952: Faggs, Jones, Moreau, Hardy ·
1956: Strickland, Croker, Mellor, Cuthbert ·
1960: Hudson, Williams, Jones, Rudolph ·
1964: Ciepły, Kirszenstein, Górecka, Kłobukowska ·
1968: Ferrell, Bailes, Netter, Tyus ·
1972: Krause, Mickler-Becker, Richter, Rosendahl ·
1976: Oelsner, Stecher, Bodendorf, Eckert ·
1980: Müller, Wöckel, Auerswald, Göhr ·
1984: Brown, Bolden, Cheeseborough, Ashford ·
1988: Brown, Echols, Griffith-Joyner, Ashford ·
1992: Ashford, Jones, Guidry, Torrence ·
1996: Devers, Miller, Gaines, Torrence ·
2000: Fynes, Sturrup, Davis, Ferguson ·
2004: Lawrence, Simpson, Bailey, Campbell ·
2008: Borlée, Mariën, Ouédraogo, Gevaert ·
2012: Madison, Felix, Knight, Jeter ·
2016: Madison, Felix, Gardner, Bowie ·
2020: Williams, Thompson-Herah, Fraser-Pryce, Jackson ·
2024: Jefferson, Terry, Thomas, Richardson
1983 Gladisch, Koch, Auerswald, Göhr · 
1987 Brown, Williams, Griffith-Joyner, Marshall · 
1991 Duhaney, Cuthbert, McDonald, Ottey · 
1993 Bogoslovskaja, Maltsjoegina, Voronova, Privalova · 
1995 Mondie-Milner, Guidry-White, Gaines, Torrence · 
1997 Gaines, Jones, Miller, Devers · 
1999 Fynes, Sturrup, Davis-Thompson, Ferguson · 
2001 Paschke, G. Rockmeier, B. Rockmeier, Wagner · 
2003 Girard, Hurtis-Houairi, Félix, Arron · 
2005 Daigle, Lee, Barber, Williams · 
2007 Williams, Felix, Barber, Edwards · 
2009 Facey, Fraser, Bailey, Stewart · 
2011 Knight, Felix, Myers, Jeter · 
2013 Russell, Stewart, Calvert, Fraser-Pryce · 
2015 Campbell-Brown, Morrison, Thompson, Fraser-Pryce · 
2017 Brown, Felix, Akinosun, Bowie · 
2019 Whyte, Fraser-Pryce, Smith, Jackson · 
2022 Jefferson, Steiner, Prandini, Terry · 
2023 Davis, Terry, Thomas, Richardson
Mannen: 2000: Tiger Woods · 2001: Tiger Woods · 2002: Michael Schumacher · 2003: Lance Armstrong · 2004: Michael Schumacher · 2005: Roger Federer · 2006: Roger Federer · 2007: Roger Federer · 2008: Roger Federer · 2009: Usain Bolt · 2010: Usain Bolt · 2011: Rafael Nadal · 2012: Novak Djokovic · 2013: Usain Bolt · 2014: Sebastian Vettel · 2015: Novak Djokovic · 2016: Usain Bolt · 2017: Novak Djokovic · 2018: Roger Federer · 2018: Novak Djokovic · 2020: Lewis Hamilton en Lionel Messi · 2021: Rafael Nadal · 2022: Max Verstappen · 2023: Lionel Messi

Vrouwen: 2000: Marion Jones · 2001: Cathy Freeman · 2002: Jennifer Capriati · 2003: Serena Williams · 2004: Annika Sörenstam · 2005: Kelly Holmes · 2006: Janica Kostelić · 2007: Jelena Isinbajeva · 2008: Justine Henin · 2009: Jelena Isinbajeva · 2010: Serena Williams · 2011: Lindsey Vonn · 2012: Vivian Cheruiyot · 2013: Jessica Ennis · 2014: Missy Franklin · 2015: Genzebe Dibaba · 2016: Serena Williams · 2017: Simone Biles · 2018: Serena Williams · 2019: Simone Biles · 2020: Simone Biles · 2021: Naomi Osaka · 2022: Elaine Thompson-Herah · 2023: Shelly-Ann Fraser-Pryce